# Tlumačov na Moravě
Tlumačov (deutsch Tlumatschau, auch Tulmatschau) ist eine Gemeinde in Tschechien. Sie liegt 20 Kilometer westlich von Zlín und gehört zum Okres Zlín.

## Lage
Tlumačov liegt an der Straße nach Zlin, in der Nähe des Flusses March in dem Grenzgebiet Süd-Hanna.

## Geschichte
Die erste schriftliche Erwähnung des Ortes stammt aus dem Jahr 1141 und zwar in einer mährischen Bischofsurkunde des Heinrich Zdik. 1241 verwüstet ein Tatareneinfall Tlumatschau. Im Jahr 1373 wird die Kirche erstmals erwähnt.
Während des Dreißigjährigen Krieges verwüsten 1634 die Schweden den Ort. Im Schlesischen Krieg 1742 erfolgt die Besetzung Tlumatschow durch preußische Truppen. Am 17. Oktober 1841 fährt der erste Personenzug durch Tlumatschau.
Im Mai 1945 wird Tlumatschau durch Einheiten der rumänischen Armee erobert.

## Sehenswürdigkeiten
Zu den historischen Bauwerken zählen die St.-Martin-Kirche aus dem 14. Jahrhundert und das alte Herrenhaus Kastell Nr. 90.

## Wirtschaft
Heutzutage hat Tlumatschow mehr als 2400 Bewohner, wobei ein Großteil der Bürger in Otrokowitz, Zlin oder Kroměříž arbeitet. Große örtliche Arbeitgeber sind die Betriebe Kolečkárna (Hersteller von Schubkarren), Metlašrot (Metallschrott), Dura-line und die Kinderspielzeugfabrik Stodulka. Daneben gibt es auch Landwirtschaft. In Tlumatschau befindet sich eine bekannte Pferdezuchtstation.

## Bildung
In der Gemeinde gibt es eine Volksschule und zwei Kindergärten. Weiterhin besteht eine örtliche Bibliothek.

## Verkehr
Tlumatschau besitzt einen Busbahnhof. Der Bahnhof liegt an der Kursbuchstrecke 330 (Břeclav-Presov) der Tschechischen Bahn.